# 移動単位数
移動単位数（いどうたんいすう、英: number of transfer units、NTU）とは、熱交換器の熱伝達率の計算に用いられる無次元数である。熱交換器の効率の解析では、通常、対数平均温度差を用いる方法が用いられる。しかし、流体の入口と出口の温度が未知な場合に移動単位数を用いる方法で効率を予測する。
移動単位数NTUは以下で定義される：
{\displaystyle NTU={\frac {UA}{C_{\mathrm {min} }}}}
ここで
- U ：熱交換器の全体的な熱伝達係数
- A ：熱交換器の伝熱面積

Cmin の意味は後述する。

## 理論
はじめに、以下で用いる記号を列挙する。
- TH, in ：高温流体の入口温度
- TH, out ：高温流体の出口温度
- TC, in ：低温流体の入口温度
- TC, out ：低温流体の出口温度
- cH ：高温流体の比熱
- cC ：低温流体の比熱
- CH ：高温流体の熱容量（質量流量×比熱）
- CC ：低温流体の熱容量（質量流量×比熱）
- Cmin ：CH とCC の小さいほう
- Cmax ：CH とCC の大きいほう
- {\displaystyle C_{\mathrm {R} }={\frac {C_{\mathrm {min} }}{C_{\mathrm {max} }}}}：熱容量比

熱交換器の効率E を、実際の熱交換器の熱伝達率と理想的な熱交換器で可能な最大の熱伝達率の比で定義する：
{\displaystyle E={\frac {Q}{Q_{\mathrm {max} }}}}
効率E は0と1の間の無次元量である。ここで
- Q ：実際の熱交換量
- Qmax ：理想的な熱交換器（無限長の対向流型熱交換器）の最大の熱交換量

{\displaystyle Q_{\mathrm {max} }=C_{\mathrm {min} }(T_{\mathrm {H,in} }-T_{\mathrm {C,in} })}
{\displaystyle T_{\mathrm {H,in} }-T_{\mathrm {C,in} }} : 熱交換器内の最大温度差
効率E が既知の熱交換器について、2流体の入口温度を知っていれば、2流体の間の伝熱量を計算することができる。
{\displaystyle {\begin{aligned}Q&=c_{\mathrm {H} }(T_{\mathrm {H,in} }-T_{\mathrm {H,out} })\\&=c_{\mathrm {C} }(T_{\mathrm {C,out} }-T_{\mathrm {C,in} })\\&=EC_{\mathrm {min} }(T_{\mathrm {H,in} }-T_{\mathrm {C,in} })\end{aligned}}}
一般に、効率E は移動単位数NTUと熱容量比CR の関数となる：
{\displaystyle E=f(NTU,C_{\mathrm {R} })}

## 例
たとえば、並行流（へいこうりゅう）型の熱交換器の効率は
{\displaystyle E={\frac {1-\exp[-NTU(1+C_{\mathrm {R} })]}{1+C_{\mathrm {R} }}}}
対向流熱交換器の効率は
{\displaystyle E={\frac {1-\exp[-NTU(1-C_{\mathrm {R} })]}{1-C_{\mathrm {R} }\exp[-NTU(1-C_{\mathrm {R} })]}}}
同様の関係が他の熱交換器（シェルアンドチューブなど）についても与えられる。これらの関係は流れの種類（対向流、並行流，直交流）、流路の数（シェルアンドチューブの場合）、混合流れかどうかにより異なる。
CR = 0 の場合、効率は次式で与えられる：
{\displaystyle E=1-\exp[-NTU]}
これは相変化（結露や蒸発など）が熱交換器で発生している特殊なケースで成り立つ。このとき熱交換器の動作は流れの様子とは無関係になる。